# Wälder am Hohn
Wälder am Hohn este o arie protejată (arie specială de conservare — SAC, sit de importanță comunitară — SCI) din Germania întinsă pe o suprafață de 286 ha, integral pe uscat.

## Localizare
Centrul sitului Wälder am Hohn este situat la coordonatele 50°24′55″N 6°55′13″E / 50.4153°N 6.9203°E.

## Înființare
Situl Wälder am Hohn a fost declarat sit de importanță comunitară în mai 2004 pentru a proteja 1 specie de animale. Situl a fost protejat și ca arie specială de conservare în octombrie 2005.

## Biodiversitate
Situată în ecoregiunea continentală, aria protejată conține 4 habitate naturale: Fânețe de joasă altitudine (Alopecurus pratensis, Sanguisorba officinalis), Păduri de fag Luzulo-Fagetum, Păduri de fag Asperulo-Fagetum, Păduri aluvionare cu Alnus glutinosa și Fraxinus excelsior (Alno-Padion, Alnion incanae, Salicion albae).
La baza desemnării sitului se află o specie protejată de  mamifere: liliac comun (Myotis myotis).